# إريك ديكر
إريك ديكر (بالهولندية: Erik Dekker) مواليد 21 أغسطس 1970 في هوخيفين، درينته، هولندا، هو دراج هولندي في صنف سباق الدراجات على الطريق. شارك في دورة الألعاب الأولمبية الصيفية وفاز بميدالية أولمبية.

## سباقات أو مراحل فاز بها
- طواف فرنسا
- بطولة العالم لسباق الدراجات على الطريق

## الميداليات
| الميدالية | المسابقة                       |
| --------- | ------------------------------ |
| فضية      | الألعاب الأولمبية الصيفية 1992 |

## روابط خارجية
- إريك ديكر على موقع الاتحاد الدولي للدراجات (الإنجليزية)
- إريك ديكر على موقع أرشيف الدراجات (الإنجليزية)
- إريك ديكر على موقع إحصائيات الدراجات الإحترافية (الإنجليزية)
- إريك ديكر على موقع نسبة الدراجات (الإنجليزية)
- إريك ديكر على موقع CycleBase (الإنجليزية)
- إريك ديكر على موقع أوليمبيديا (الإنجليزية)